# Mary Nakhumicha Zakayo
Mary Nakhumicha Zakayo (née le 19 avril 1979) est une athlète paralympique kényane. Elle concourt dans la classe T57 de lancer du javelot, du poids et du disque. Ses premiers jeux paralympiques d'été sont ceux de 1992. 

## Palmarès
Jeux paralympiques
- 1992 Barcelone : Javelot - THW7
- 1996 Atlanta : Javelot - F55–57
- 2000 Sydney : Javelot - F58
- 2008 Beijing : Javelot F57/58
- 2000 Sydney : Poids - F57

Championnats du monde
- 2002 Lille : Javelot F57/58
- 1994 Berlin : Poids - F57
- 2011 Christchurch : Javelot F57/58

## Prix et distinctions
En 2008, elle a reçu le prix de la personnalité sportive kényane de l'année (en). Aux Jeux paralympiques d'été de 2012 à Londres, elle a remporté le Whang Youn Dai Achievement Award (en) En recevant ce prix, elle a affirmé : « Le mouvement paralympique se développe dans mon pays et ouvre des possibilités pour les personnes handicapées et aide à changer les perceptions à l'égard des personnes handicapées d'une manière positive ».